# Asota agarista
Asota agarista là một loài bướm đêm trong họ Erebidae.